# Mistrzostwa Nordyckie w Zapasach 1994
Mistrzostwa odbyły się w stolicy Estonii, Tallinnie, 1 kwietnia 1994 roku.

## Tabela medalowa
Gospodarz zawodów został zaznaczony kolorem.
| Poz. | Państwo   |    |    |   | Łącznie |
| ---- | --------- | -- | -- | - | ------- |
| 1    | Finlandia | 4  | 5  | 1 | 10      |
| 2    | Szwecja   | 4  | 2  | 3 | 9       |
| 3    | Estonia   | 2  | 1  | 3 | 6       |
| 4    | Łotwa     | 0  | 1  | 2 | 3       |
| 5    | Norwegia  | 0  | 1  | 0 | 1       |
|      | Łącznie   | 10 | 10 | 9 | 29      |

## Wyniki

### Styl klasyczny
| Konkurencja            | Złoto             | Srebro                | Brąz             |
| Kategoria do 48 kg     | Fariborz Besarati | Sami Salminen         | Michael Livchits |
| Kategoria do 52 kg     | Tero Katajisto    | Sandor Csergoe        | Aimur Saeaerits  |
| Kategoria do 57 kg     | Peter Stjernberg  | Juha Tiri             | Ivar Abner       |
| Kategoria do 62 kg     | Petteri Meskanen  | Lasse Martiniussen    | Usama Aziz       |
| Kategoria do 68 kg     | Valeri Nikitin    | Juha Virtanen         | Mats Olsson      |
| Kategoria do 74 kg     | Anders Magnusson  | Anders Staschkewitsch | Roni Rubinstein  |
| Kategoria do 82 kg     | Martin Lidberg    | Seppo Salomaeki       | Jouri Jogalo     |
| Kategoria do 90 kg     | Harri Koskela     | Vello Pärnpuu         | Lars Johansson   |
| Kategoria do 100 kg    | Aap Uspenski      | Jani Manni            | ----             |
| Kategoria ponad 100 kg | Juha Ahokas       | Adrian Alionte        | Helger Hallik    |